# Rattfylleri

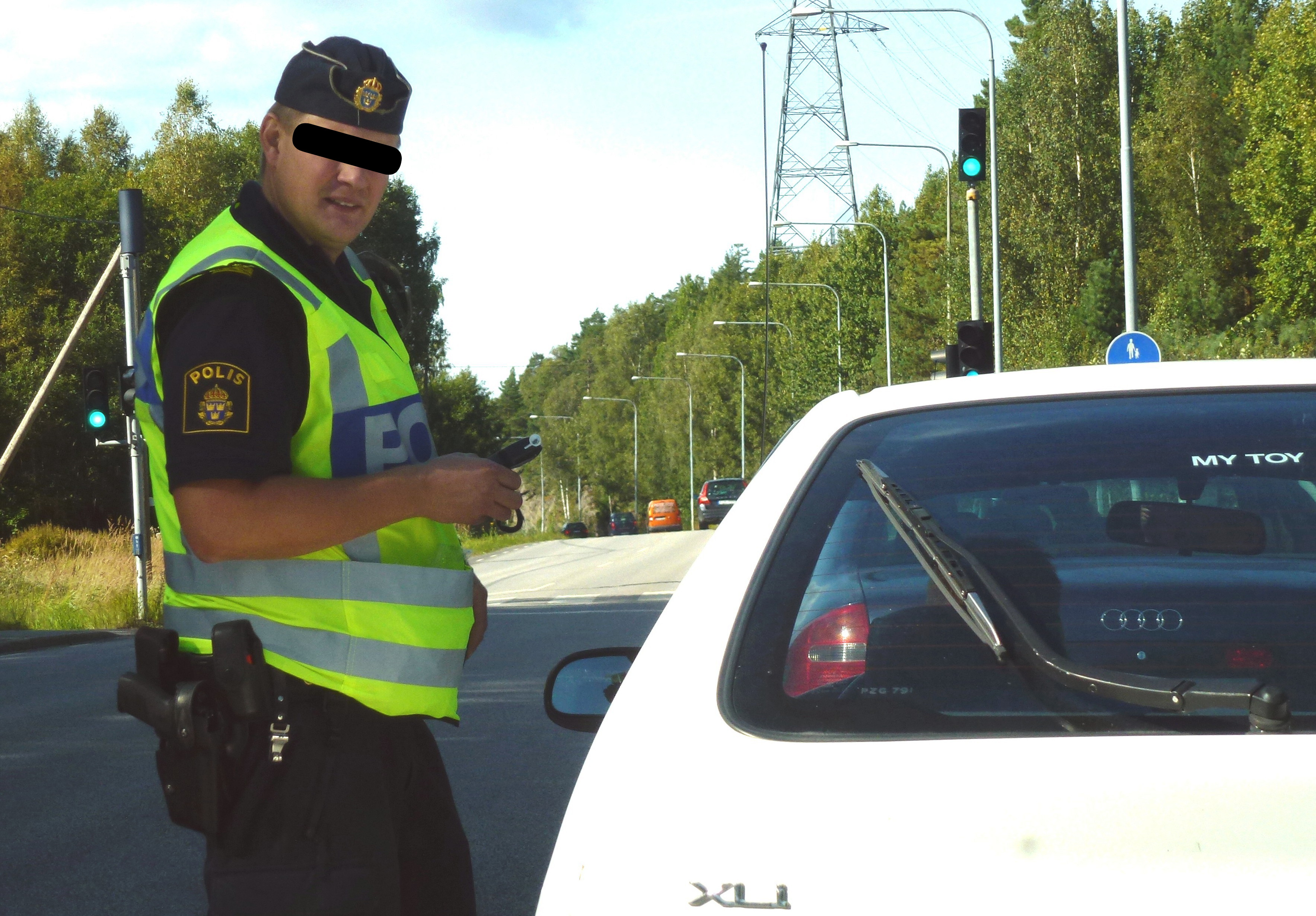
Nykterhetskontroll i Sverige, 2012.

Rattfylleri är trafikbrottet att framföra ett motordrivet fordon eller spårvagn med otillåten mängd alkohol eller droger i blodet. När narkotikapåverkade personer olovligen kör ett fordon kallas det drograttfylla.

## Rattfylleri och grovt rattfylleri

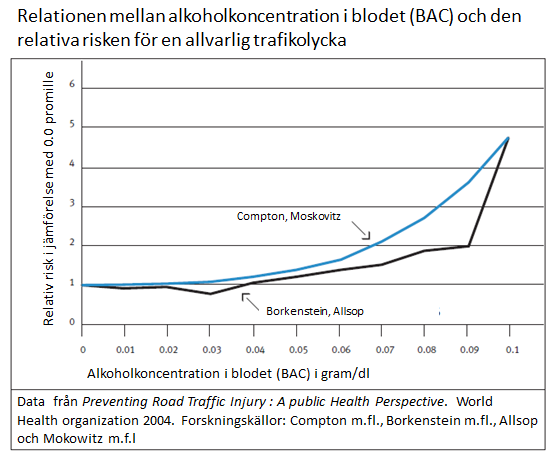
Relationen mellan alkoholkoncentration i blodet (BAC) och den relativa risken för en allvarlig trafikolycka.

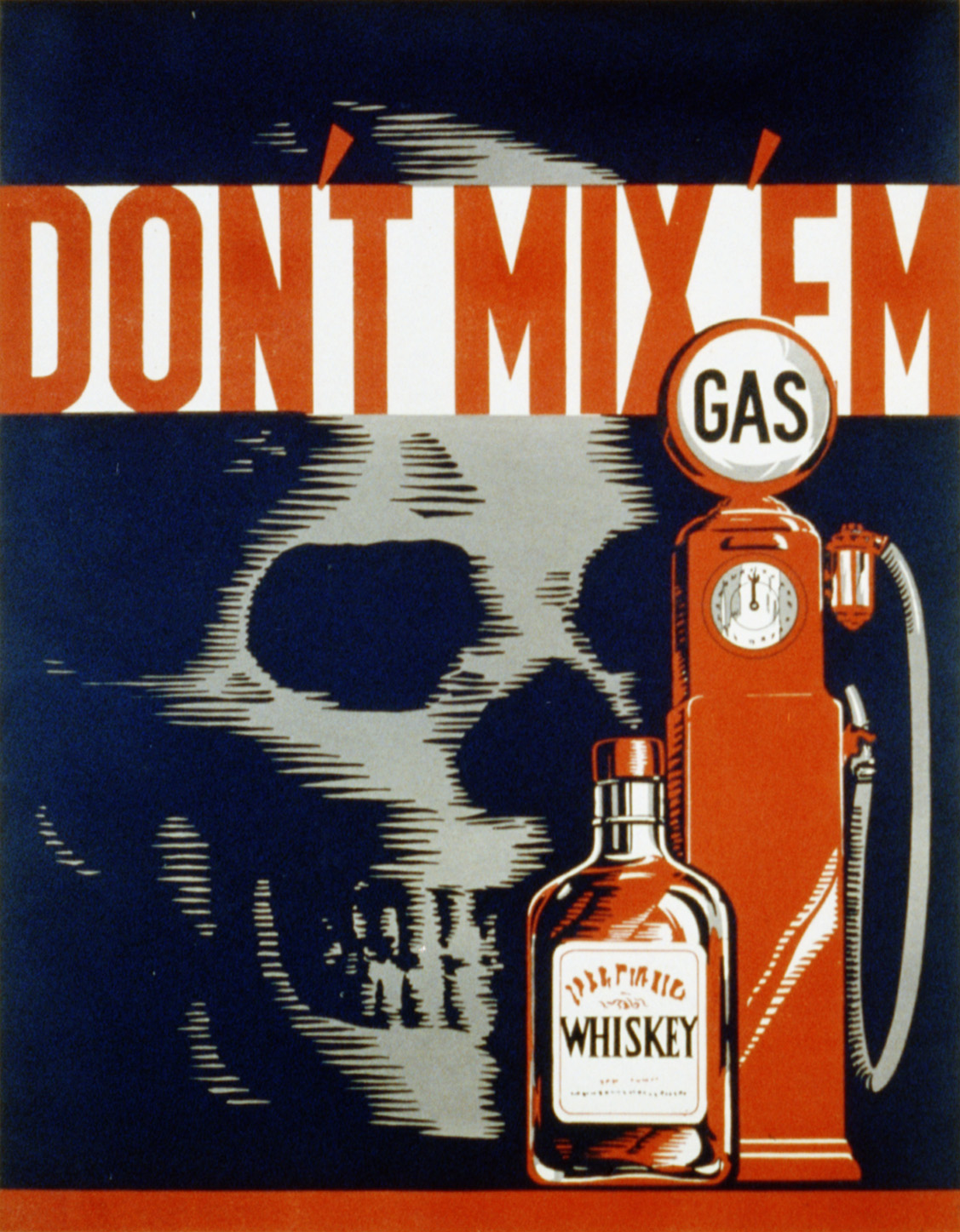
"Don't mix 'em". Blanda inte bensin och alkohol.

Rattfylleri orsakar ett antal personskador och dödsfall i trafiken.
Rattfylleri är ett typiskt exempel på ett spanings- och ingripandebrott. I preventivt syfte genomför polisen därför nykterhetskontroller genom att slumpvis stoppa motorfordon i stadstrafik eller på större vägar och kontrollera förarnas nykterhet. De flesta ingripanden lär dock göras efter tips från allmänheten om påtaglig trafikfara.
I Sverige sänktes de tillåtna gränserna under 1990-talet, samtidigt som brottsbeteckningarna skärptes. Fram till 1990 gällde beteckningen rattonykterhet från 0,5 promille och rattfylleri från 1,5 promille.. 1990 ändrades beteckningarna till rattfylleri respektive grovt rattfylleri, och gränsen för rattfylleri sänktes till 0,2 promille. Gränsen för grovt rattfylleri sänktes 1994 från 1,5 promille till 1,0 promille.
De flesta andra industriländer har lagt sina gränser för motsvarande rattonykter vid 0,5 eller 0,8 promille alkohol i blodet.
Trafikverket arbetar på flera fronter mot rattfylleri. Trafikverket bedriver kampanjen Don't Drink and Drive, som sträcker sig över flera år och riktar sig till ungdomar. Trafikverket bidrar också till att sprida den så kallade Skelleftemodellen, som går ut på att snabbt försöka få in en person som blivit ertappad som rattfull i ett behandlingsprogram. Rattfyllerister är ofta personer som har någon form av beroende.

## Gränsvärden
Exempel på gränsvärden världen runt

Gränsvärden i olika länder. (Notera att Ryssland har ökat till 0,35 promille under 2013)
Ingen uppgift
0,0 promille
0,1 promille
0,2 promille
0,3 promille
0,4 promille
0,5 promille
0,8 promille

- 0,0  promille - Ungern, Rumänien, Tjeckien
- 0,2  promille - Sverige, Norge, Estland, Polen
- 0,3  promille - Bosnien och Hercegovina[7], Serbien, Indien
- 0,35 promille - Ryssland (ökad från 0,0 under 2013)
- 0,5  promille - Australien, Belgien, Bulgarien, Cypern, Danmark, Finland, Frankrike, Grekland, Island, Israel, Italien, Irland, Kanada (förutom Québec), Kina, Kroatien[8], Lettland, Nederländerna, Nya Zeeland[9], Portugal, Schweiz, Skottland[10], Slovenien, Spanien, Sydkorea[11], Taiwan, Thailand, Turkiet, Tyskland, Österrike
- 0,8  promille - England[10], Wales[10], Nordirland[12], Kanada (straffbar nivå federalt , vissa provinser har "varningsförfarande" vid 0,5), Liechtenstein[13], Luxemburg, Malta, Singapore, USA (vissa delstater har lägre nivå för yrkestrafik samt noll promille i åldersspannet 16 till 21 då det för dem oftast är totalförbud för alkohol)

- Ingen fastställd gräns - Togo, Niger

Lägre gräns för särskilda grupper gäller bland annat i:
- Spanien - 0,3  promille för nyblivna körkortsinnehavare och yrkesförare.
- Frankrike, Grekland, Irland, Nederländerna, Portugal - 0,2  promille för nyblivna körkortsinnehavare och yrkesförare.
- Kroatien, Nordmakedonien, Schweiz, Tyskland, Australien, Serbien - 0,0  promille för nyblivna körkortsinnehavare och yrkesförare.

## Straff

### Svensk lagstiftning

#### Rattfylleri av normalgraden
För rattfylleri döms den som för ett motordrivet fordon eller en spårvagn efter att ha förtärt alkoholhaltiga drycker i så stor mängd att alkoholkoncentrationen under eller efter färden uppgår till minst 0,2 promille i blodet till böter och/eller fängelse i högst sex månader enligt 4 § lagen (1951:649) om straff för vissa trafikbrott. Den som döms för rattfylleri får normalt även sitt körkort återkallat. Detta regleras i körkortslagen och sker i ett separat administrativt förfarande där Transportstyrelsen är beslutande myndighet.
För rattfylleri döms också den som för ett motordrivet fordon eller en spårvagn efter att ha intagit narkotika som avses i 8 § narkotikastrafflagen (1968:64) i så stor mängd att det under eller efter färden finns något narkotiskt ämne kvar i blodet. Detta gäller dock inte om narkotikan intagits i enlighet med läkares eller annan behörig receptutfärdares ordination ((4§ lagen(1951:649)).
För rattfylleri döms också den som för ett motordrivet fordon eller en spårvagn och då är så påverkad av alkoholhaltiga drycker att det kan antas att han eller hon inte kan framföra fordonet på ett betryggande sätt. Detsamma gäller om föraren är lika påverkad av något annat medel.
- Gränsen för rattfylleri är 0,10 milligram alkohol per liter utandningsluft, som motsvarar ungefär 0,2 promille i blodet.

- Gränsen för omhändertaget körkort vid rattfylleri är från 0,16 milligram alkohol per liter utandningsluft.

#### Grovt rattfylleri
För grovt rattfylleri döms till fängelse i högst två år.
Vid bedömande av om brottet är grovt ska särskilt beaktas om:
- Föraren har haft en alkoholkoncentration som uppgått till minst 1,0 promille i blodet eller 0,50 milligram per liter i utandningsluften
- Föraren annars har varit avsevärt påverkad av alkohol eller något annat medel
- Framförandet av fordonet har inneburit en påtaglig fara för trafiksäkerheten.[18]

Om föraren har haft en alkoholkoncentration som uppgått till minst 1,5 promille i blodet döms mycket sällan till annan påföljd än fängelse. Detta innebär att en icke frihetsberövande påföljd, som exempelvis samhällstjänst, i princip är utesluten.

#### Tillämpning
- Man som framfört moped med frånkopplad motor genom att den rullats framåt har ansetts innebära ett förande av motordrivet fordon i den mening som avses i 4 § trafikbrottslagen. Mannen hade en alkoholkoncentration i utandningsluften på 1,35 milligram per liter. Hovrätten för Nedre Norrland bedömde att förmildrande omständigheter förelåg eftersom han framfört mopeden kort sträcka och med frånslagen motor och dömde honom för rattfylleri till böter.[20]

- Man som gjort sig skyldig till nio fall av grovt rattfylleri och ett fall av rattfylleri inom loppet av ett drygt år dömdes av Högsta domstolen till fängelse ett år och fyra månader.[21]

##### Körkort
- Dom på rattfylleri medför regelmässigt återkallelse av körkort.[22]

- Vid återkallelse fastställs en spärrtid på lägst en månad och högst tre år. Vid grovt rattfylleri eller grov vårdslöshet i trafik ska spärrtiden vara lägst ett år. Med spärrtid avses den tid körkortet är återkallat.[23]

- Regeringsrätten har i ett mål ansett att en spärrtid om tolv månader vid körkortsåterkallelse på grund av så kallat drograttfylleri inte bedömts vara för lång.[24]

## Historik
De första böterna för rattfylleri har utdömts för en taxichaufför i Storbritannien den 10 september 1897.
I Sverige infördes genom automobiltrafikförordningen 1920 villkoret att enbart personer som gjort sig kända för nykterhet kunde få körkort. Ett tillägg till motorfordonsförordningen stadgade att den som överskred hastighetsbegränsningen och dessutom var berusad kunde dömas till fängelse i tre månader. Böter för rattfylleri (utan avseende på hastighet) infördes 1925, fängelsestraff 1930 och promillegräns 1941.
Enligt MHF (Motorförarnas Helnykterhetsförbunds) tolkning av Polisens statistik körde 500 personer per timme rattfulla 2012.